# Pectinia africanus
Pectinia africanus är en korallart som beskrevs av Veron 2002. Pectinia africanus ingår i släktet Pectinia och familjen Pectiniidae. IUCN kategoriserar arten globalt som sårbar. Inga underarter finns listade i Catalogue of Life.